# للكبار فقط (كتاب)

للكبار فقط (محمد عفيفي) 1975

للكبار فقط كتاب صدر عام 1975  عن دار أخبار اليوم في 60 صفحة  للكاتب والصحفي الساخر محمد عفيفي صاحب اللمسة الخاصة التي لا تتوافر لأي كاتب آخر، وهو من مدرسة الأديب د. أحمد خالد توفيق.

## مقتطفات من الكتاب
إذا مات رجل من شدة الجوع فهذا لا يرجع إلى شيء سوى أن رجلا آخر قد مات في نفس اللحظة من فرط الشبع
بقدر ما أحب الرجل الذي يكسب عيشه بعرق جبينه. بقدر ما أكره الرجل الآخر الذي يكسبه بعرق جبيني
لا يزعجني أن أرى رجلا دخله أكبر من دخلي؛ قدر ما يزعجني أن أرى رجلاً دخله أكبر من دخله
نزل البيك السمين من السيارة الفاخرة فتعثر وسقط في بكابورت مفتوح، أخيراً رأيت الرجل المناسب في المكان المناسب.
ابصق معي على ذلك الانحلال الغربي الذي هوى باصحابه من ذروة الأرض إلى حضيض القمر.
أحيانا أميل إلى قراءة الكتابات الخرافية، بالأمس عكفت ساعة على قراءة ميثاق حقوق الإنسان.
كورس من العيال رأيتهم عائدين من المدرسة ينشدون قائلين:
«زي ما رحنا زي ما جينا.. لا اتعلمنا ولا اتربينا».
أرجو أن لا أعيش إلى اليوم الذي أرى فيه القرش لا ثمناً للرغيف فحسب، وإنما في حجمه أيضاً.
الفرق بين اللص الصغير واللص الكبير، أن الأول يتسلق الماسورة في حين أن الثانى يتسلق الموجة.
صاح صائح في الطريق حرامى، وأنهار من الدم سالت على وجه المذكور تحت عشرات الأيدي الشريفة النزيهة الطاهرة.
الذباب المصرى مظلوم، في الحقل القريب رأيت ألف ذبابة تتزاحم على وجه طفل واحد.
سر متاعبنا لا يكمن في أن الأشياء غير موجودة بقدر ما يكمن في أنها موجودة في مكان آخر.
فصل «ذكر وأنثى»
إذا كان صحيحاً ما يقال من أن هناك امرأة وراء كل عظيم، فصحيح أيضاً أن هناك امرأة وراء كل سجين وكل قتيل.
مهما كشفت الأنثى لخطيبها من أعضاء جسمها، فمن المؤكد أن العضو الوحيد الذي لن تكشف له عنه قبل الزواج هو لسانها.
يؤكد صديق لي أنه لم يعرف طعم الحياة إلا بعد الأربعين.. «أربعين زوجته».
آه يا عزيزتي، لن تعرفي أبداً كم يطربني صوتك وأنتِ صامتة.
هناك رجل عاقل، وهناك رجل عائل، وهذا هو الفرق بين الاعزب والمتزوج.
ملابس بعض الإناث في الطريق العام توحى بأنهن لم يجدن وقتا كافيا لارتداء ملابس الخروج.
كثيرا ما تكون خير خدمة يسديها الرجل لعروسه هي أن يبحث لها عن عريس أحسن.
الزواج نهاية معركة بين رجل يريد الشراء بالقطاعى، وامرأة تصر على البيع بالجملة.
فصل «أنا»
كان كابوساً فظيعاً، رأيت نفسي فيه كما أنا تماماً.
في ثاني أيام الشهر بحث في جيبي عن مرتبي.. بحث عنه «آه والله» فلم أجده.
الأشياء التي توجعني حقاً هي تلك التي لا توجد عندي.
تعلمت عبر السنين أن أفهم أشياء كثيرة ليس من بينها نفسي.
في استعراض للذين خذلوني في حياتي أجد نفسي مضطراً للاعتراف بأن أحداً لك يخذلني مثلي.
في علاقتي بالآخرين أحب على الدوام أن يظلوا آخرين.
فصل «السيرك الفني»
لن تكون مثقفاً لمجرد أنك قرأت كل ما أصدرته المطبعة العربية.
هناك مؤلفات كثيرة يجب أن تترجم إلى اللغة العربية، ومن بينها مجلة المجمع اللغوي.
صديق لي من أغنياء الحرب يعتقد أن ضابط الإيقاع شخص يوجد في أقسام البوليس.
ذات يوم خطر لي أن أشتغل ملحناً ثم أكتشفت أنني لا أجيد التلحين، تلك الحقيقة التي لا يكتشفها البعض إلا بعد عشرين عاماً من التلحين.
أضحكتني إحدى الكوميديات المصرية إلى درجة أنني شاهدتها ثلاث مرات قبل أن أكتشف إنها تراجيديا.
بعض الممثلات يجدن أدوار الاغراء على الشاشة وبعضهن يجدنها في مكتب المنتج.
فصل «الناحية الحيوانية»
الذي يقتل الحيوان ليثبت مهارته في الرماية يثبت في الوقت نفسه صفات أخرى كثيرة.
قد يكون صوت الحمار قبيحاً، لكنه هو الآخر محتاج إلى أن يعبر عن نفسه.
يقولون أن الحوت حيوان زهق من الأرض فهجرها إلى البحر، وياما نفسي أعرف عملها ازاي!
في حديقة الحيوان أشعر بأمن أكبر بكثير من ذلك الذي أشعر به في الشارع، فحيوانات الحديقة كما تعلم محبوسة.
فصل «هذه الحياة الدنيا»
قد تصرخ ساعة في وجهي فلا تقنعني، وقد تهمس همسة واحدة في أذني فتفعل.
افتراض وجود كائنات عاقلة على المريخ لا يفترق كثيراً عن افتراض وجود تلك الكائنات على الأرض.
لو رأى كل إنسان نفسه على حقيقتها لاضطرت الدولة إلى إنشاء هيئة خاصة لمكافحة الانتحار.
الجهلاء أنواع ودرجات، وأكثرهم ضراراً حملة الشهادات العليا.
ما أتعس رجلاً تلقى أصول دينه من معلم جاهل.
هل سمعت بالفاسق العربيد الذي يأسف على أن الوصايا العشر.. عشر فقط؟
أعتقد أنني قد نجحت في تربية أولادي، فإلى اليوم لم أضبط أيا منهم يقلدني.
لماذا أضربك؟ .. لانك أضعف مني طبعاً.
وينهي كتابه قائلاً: «أرجو أن تكون استمتعت بقراءة هذا الكتاب بقدر ما تعذبت أنا بكتابته!»
يزعجنى بالطبع أن أسمع عن عمولة كبيرة وراء مشروع ما، ولكن يزعجنى أكثر أن أسمع عن عمولة ليس أمامها أي مشروع. 

## نقد وتعليقات
كتب موقع البوابة في 22 يوليو 2016: «محمد عفيفى، وهو واحد من الذين سخروا من الحياة على طريقتهم الخاصة، وأتعجب أنه لم يحتل المكانة التي تليق به في سجل الكتاب الساخرين، من يعرفون تاريخ مصر جيداً يعرفونه إلى درجة الفتنة من عبقريته وقدرته على التكثيف وتصدير الحياة كلها في جملة قصيرة... ظهر من خلال العبارات الحكيمة والمكثفة التي وضعها في كتابه... ستجد نفسك فيها، بل ستكتشف نفسك فيها من جديد».
كتب مصطفى بيومي في صحيفة الوفد في 16 ديسمبر 2021 واصفاً الكاتب محمد عفيفي: «قارئ محترف لفرويد، ويحظى الجنس في عالمه باهتمام خاص يطل دائمًا بشكل مباشر أو غير مباشر، ويندمج اهتمامه هذا مع القضايا السياسية والاجتماعية والاقتصادية والثقافية التي يشتبك معها».

## وصلات خارجية
https://www.goodreads.com/book/show/6135226 للكبار فقط (كتاب)
https://www.albawabhnews.com/2031108 للكبار فقط (كتاب)
https://alwafd.news/essay/69373 للكبار فقط (كتاب)